# Ex-Hacienda Santa Inés
Ex-Hacienda Santa Inés är en ort i Mexiko, tillhörande kommunen Nextlalpan i delstaten Mexiko. Ex-Hacienda Santa Inés ligger i den centrala delen av landet och tillhör Mexico Citys storstadsområde. Orten hade 5 013 invånare vid folkmätningen 2010. 2020 hade antalet invånare ökat till 18 659. Ex-Hacienda Santa Inés är 2020 kommunens folkrikaste samhälle.